# Виктор Абакумов
Виктор Семјонович Абакумов (Виктор Семёнович Абакумов; 24. април 1908 – 19. децембар 1954) био је високи совјетски безбедносни функционер. Од 1943. до 1946. године био је на челу СМЕРШ-а у Народном комесаријату одбране СССР-а, а од 1946. до 1951. године обављао је дужност министра државне безбедности (МГБ), наследника НКГБ-а. Абакумов је смењен и ухапшен 1951. године под оптужбом да није спровео истрагу у вези са Завером лекара. Након смрти Јосифа Стаљина, Абакумов је због фабриковања Лењинградске афере осуђен на смрт и стрељан 1954. године.

## Рани живот и каријера
Абакумов је био етнички Рус. Савремена истраживања сугеришу да је рођен у Москви, иако се раније веровало да је пореклом из Донског козачког региона на југу Русије. Његов отац био је неквалификовани радник, а мајка медицинска сестра.
Са 14 година, Абакумов је у пролеће 1922. године ступио у Црвену армију и служио у 2. специјалној московској бригади током Руског грађанског рата све до демобилизације у децембру 1923. године. Након тога, придружио се Комсомолу. Постао је кандидат за чланство у Комунистичкој партији 1930. године и радио је у Народном комесаријату за снабдевање до 1932. године, док је истовремено био одговоран за Војни одсек Комунистичке омладинске лиге у московском рејону.
Раних месеци 1932. године, по препоруци Партије да се придружи безбедносним службама (ОГПУ), Абакумову је додељено Финансијско одељење и вероватно и Истражно одељење. Године 1933. разрешен је  са позиције у Финансијском одељењу,те је прекомандован као надзорник у систему ГУЛаг. Ово је било јасно понижење; Абакумов је био склоњен ка женкарству, а његов надређени, М. П. Шрејдер, сматрао је Абакумова неспособним за улогу Чекисте.

## Напредовање кроз редове НКВД-а
Након реорганизације безбедносног апарата, 1934. године, (ОГПУ је припојен НКВД-у као ГУГБ), Абакумов је започео рад у Првом одељењу Главне управе државне безбедности ГУГБ НКВД-а. Прекомандован је 1. августа 1934. године у Главну управу логора и радних колонија (ГУЛаг), где је служио до 1937. године, углавном као оперативни службеник у Трећем одељењу безбедности ГУЛаг-а НКВД-а. У априлу 1937. године, Абакумов је премештен у Четврто одељење ОО ГУГБ НКВД-а, где је служио до марта 1938. године.
Након следеће реорганизације структуре НКВД-а у марту 1938. године, Абакумов је постао помоћник начелника Четвртог одељења у Првом директорату НКВД-а. Од 29. септембра до 1. новембра 1938. године, био је помоћник Петра Федотова, начелника Другог одељења (Тајно политичко одељење – СДП) ГУГБ-а НКВД-а. До краја 1938. године радио је у СДП ГУГБ НКВД-а као начелник једног од одељења. Абакумов је преживео Велику чистку тако што је учествовао у њој. Извршавао је сваку наредбу без обзира на моралне дилеме, што му је вероватно помогло да избегне стрељање. Крајем децембра 1938. године, Абакумов је премештен из Москве у Ростов-на-Дону, где је постао начелник УНКВД-а Ростовске области (начелник локалног НКВД-а).

## Активности у Другом светском рату
Абакумов се вратио у московско седиште 12. фебруара 1941. године као капетан државне безбедности (ово звање је добио 28. децембра 1938. године, прескочивши чин вишег поручника државне безбедности) и, након реорганизације и стварања новог НКГБ-а, постао је један од заменика Лаврентија Берије, који је био Народни комесар за унутрашње послове (шеф НКВД-а). Дана 19. јула 1941. године, постао је начелник новоформираног Одељења за специјалне послове (УОО) НКВД-а, које је било одговорно за контраобавештајне послове и унутрашњу безбедност у РККА (Црвеној армији).
На овој позицији, након напада Немачке на Совјетски Савез и пораза које је доживела Црвена армија, по Стаљиновом наређењу, Абакумов је водио чистке команданата РККА оптужених за издају и кукавичлук. У периоду од 19. априла до 20. маја 1943. године, Абакумов је био један од Стаљинових заменика, када је обављао функцију Народног комесара за одбрану СССР-а.
У априлу 1943. године, када је створена Главна управа војне контраобавештајне службе Народног комесаријата одбране СССР-а (ГУКР НКО СССР), познатија као СМЕРШ, Абакумов је постављен на чело те службе са чином комесара државне безбедности 2. ранга и носио је титулу заменика народног комесара за одбрану.
Током рата, Абакумов је директно извештавао Јосифа Стаљина и, чини се, имао могућност да заобиђе Берију. На пример, Берија је одбацио одговорност за хапшење маршала Црвене армије Кирила Мерецкова 1941. године, за које је окривио Стаљина и Абакумова. Међутим, Никита Хрушчов  који је касније осудио Стаљина и наредио погубљење и Берије и Абакумова  није веровао у те тврдње. Хрушчов је тврдио да је Стаљин „мислио да је у Абакумову пронашао бистрог младог човека који савесно извршава његова наређења, али је у ствари Абакумов Стаљину преносио оно што му је Берија рекао да Стаљин жели да чује”.
Абакумов је искористио своју позицију да се обогати. Преузео је луксузан стан, чијег је претходног власника, сопранисту, ухапсио, а „своје љубавнице смештао је у хотел „Москва“ и довозио возовима пљачкану имовину из Берлина”.

## Начелник МГБ-а
Године 1946, Стаљин је именовао Абакумова за министра државне безбедности (МГБ). Иако је министарство било под општим надзором Берије, Стаљин је желео да ограничи његову моћ. Према речима Всеволода Меркулова, Берија је био „смртно уплашен од Абакумова” и трудио се да одржи „добре односе” с њим. У својој улози у МГБ-у, Абакумов је био одговоран за чистку из 1949. године познату као Лењинградска афера, у којој су чланови Политбироа Николај Вознесенски и Алексеј Кузњецов били погубљени.
Такође је спровео почетне фазе антисемитске кампање коју је Стаљин наредио, као другу про-арапску фазу Стаљинових планова за Блиски исток, након велике војне подршке коју је пружио за успостављање државе Израел. Ова кампања је укључивала хапшење и мучење бројних истакнутих Јевреја, укључујући старог бољшевика Соломона Лозовског.
Када је угледни научник Лина Стерн ухапшена и доведена пред Абакумова, он је викао на њу, оптужујући је да је циониста и да планира да Крим претвори у посебну јеврејску државу. Када је одбила оптужбе, он је викао: Зашто, стара курво?! Стерн је одговорила: Ето како министар разговара с академиком.

## Хапшење и погубљење
У марту 1951. године, један старији јеврејски доктор, Јаков Гилијаревич Етингер, умро је у притвору након што је био подвргнут испитивањима која су трајала до 12 сати по сесији од стране млађег официра, Михаила Рјумина. Рјукин је тврдио да је Етингер признао да је убио бившег вођу комунистичке партије Москве, Александра Шчербакова, али ни Абакумов ни његов заменик, Михаил Лихачев, нису веровали у ту причу, а Лихачев је предложио да Рјукин буде дисциплински кажњен због неадекватног руковођења случајем. Рјукин је узвратио тако што је написао Стаљину, тврдећи да Абакумов и Лихачев прикривају Шчербаково „убиство”. Комисија Политбироа подржала је Рјукина и утврдила да је Абакумов „спречио Централни комитет да открије несумњиво праву завереничку групу лекара” који су наводно били страни агенти с намером да убију вође Комунистичке партије. Ова фабрикација постала је позната као Завера лекара.
Абакумов је разрешен дужности 11. јула, а ухапшен следећег дана. Три месеца је држан у хладној ћелији, док је испитиван од стране Рјукина, окрутног мучитеља. Већина водећих јеврејских официра који су радили с Абакумовом разрешена је дужности, а неколико их је ухапшено. Рјукин је планирао да изгради случај у којем су Абакумов и Лев Шварцман били на челу ционистичке завере. Шварцман је „признао” не само да је био део ционистичке завере, већ и да је имао хомосексуалне односе с Абакумовом и његовим сином.
У марту 1953. године, Стаљин је умро, Берија је поново преузео контролу над полицијом, Рјукин је ухапшен, а Завера лекара проглашена је за фабрикацију, али су Абакумов и његови сарадници остали у затвору. Дана 2. априла, Берија је послао белешку Президијуму Централног комитета у којој је навео да је Абакумов испитиван о сумњивој смрти глумца Соломона Михојелса и да је признао да је убијен по Стаљиновом наређењу. Дана 12. маја, Берија је послао још једну белешку, оптужујући Абакумова да је лажирао случај против Полине Жемчужине, јеврејске супруге министра спољних послова, Вјачеслава Молотова, која је ухапшена под сумњом да је циониста 1948. године. Дана 26. маја, Берија је поднео још један меморандум, оптужујући Абакумова за лажирање случаја против бившег министра авијације, Алексеја Шахурина и других руководилаца ваздухопловства, који су ослобођени после седам година затвора.
Случај против Абакумова настављен је и после Беријиног хапшења, с додатним детаљем да је сада оптужен за „саучесништво у злочинима Берије“. Најтежа оптужба против њега била је да је био укључен у лажирање оптужби против Николаја Вознесенског и других жртава Лењинградске афере. Током састанка чланова Партије из Лењинграда, 6. маја 1954. године, генерални тужилац СССР-а, Роман Руденко, описао је Абакумова као „криминалца, који фалсификује кривичне случајеве, авантуристу спремног да почини било какве злочине ради својих каријеристичких, непријатељских циљева, буржоаског дегенерика“
Абакумов и још пет особа доведени су на шестодневни судски процес у децембру 1954. године, оптужени за лажирање Лењинградске афере и друге оптужбе. Абакумов и тројица бивших заменика начелника Секретаријата МГБ-а за истраживање посебно важних случајева, Александар Леонов, Владимир И. Комаров и Михаил Лихачев, осуђени су на смрт и погубљени након завршетка суђења 19. децембра. Двојица других, Јаков М. Броверман и И.А. Чернов, осуђени су издржавање казне затвора од 25 и 15 година, у ГУЛаг-у. Године 1970. извештено је да је Јаков Броверман уживао релативно привилегован положај као повереник у радном логору. Ослобођен је 1976. године.

## Одликовања
Абакумов је лишен свих титула и одликовања 14. новембра 1955. године
|  | Орден Црвене заставе, три пута (1940, 1944, 1948.)                           |
|  | Орден Суворова, први степен (31. јул 1944.)                                  |
|  | Орден Кутузова, први степен (21. април 1945.)                                |
|  | Орден Суворова, други степен (8. март 1944.)                                 |
|  | Орден Црвене звезде (1944.)                                                  |
|  | Медаља за одбрану Стаљинграда (1942.)                                        |
|  | Медаља за одбрану Москве (1944.)                                             |
|  | Медаља за одбрану Кавказа (1944.)                                            |
|  | Медаља за победу над Немачком у Великом отаџбинском рату 1941–1945.” (1945.) |
|  | Јубиларна медаља 30 година Совјетске армије и морнарице (1948.)              |
|  | Медаља у спомен на 800 година Москве (1947)                                  |

## У књижевности и на филму
Абакумов је у роману „Први круг” Александра Солженицина приказан као лукави дворанин који није у потпуности веровао Стаљину. У филмској адаптацији књиге из 1992. године, ту улогу је играо Кристофер Плумер, а у руској мини-серији емитованој 2006. године, улогу је тумачио Роман Мадјанов. Такође, постоји и фиктиван приказ Абакумова у роману „Прашина и пепео” Анатолија Рибакова. У чувеном нефикционалном делу Солженицина „Архипелаг ГУЛаг”, Абакумов је оптужен да је лично учествовао у батинању и мучењу затвореника током испитивања.